# Silivri

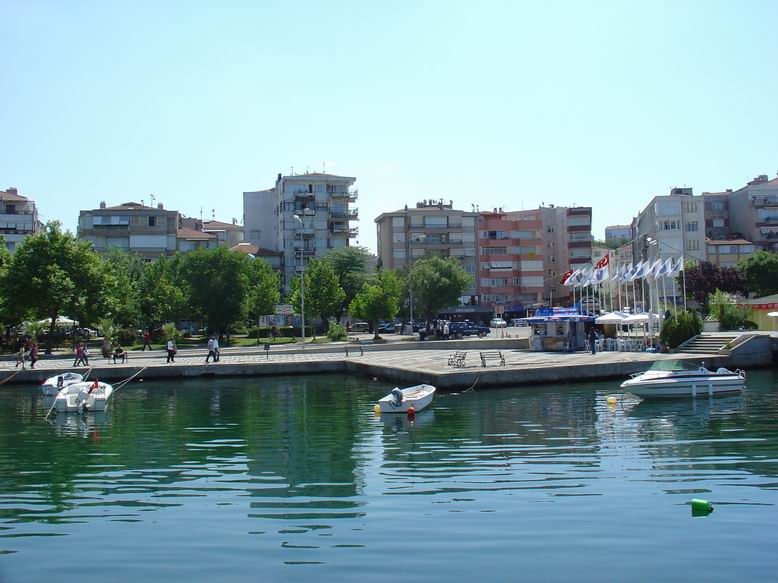
Silivri

Silivri – miasto w europejskiej części Turcji w prowincji Stambuł, w czasach greckich zwana Selimbrią.
Według danych na rok 2023 miasto zamieszkiwało 117 287 osób.